# Skuhraviana camelina
Skuhraviana camelina är en tvåvingeart som beskrevs av Boris Mamaev och Berest 1991. Skuhraviana camelina ingår i släktet Skuhraviana och familjen gallmyggor.
Artens utbredningsområde är Ukraina. Inga underarter finns listade i Catalogue of Life.